# Liste von Kunstwerken im öffentlichen Raum auf Sylt
In der Liste von Kunstwerken im öffentlichen Raum auf Sylt werden die frei zugänglichen Kunstwerke auf Sylt aufgelistet. Die Liste ist nach Orten gegliedert. Am Ende befinden sich verschwundene oder nur temporär ausgestellte Kunstwerke, die nicht mehr vor Ort zu finden sind.

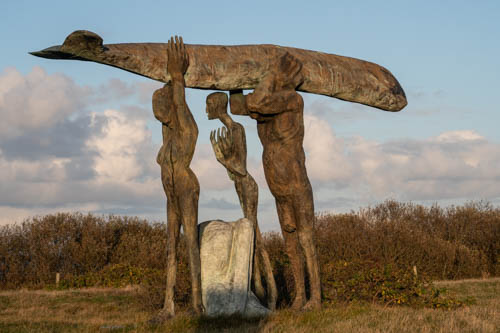
Drei Menschen tragen einen großen Fisch, Skulptur "Fischträger" (2006) von Trak Wendisch in Rantum
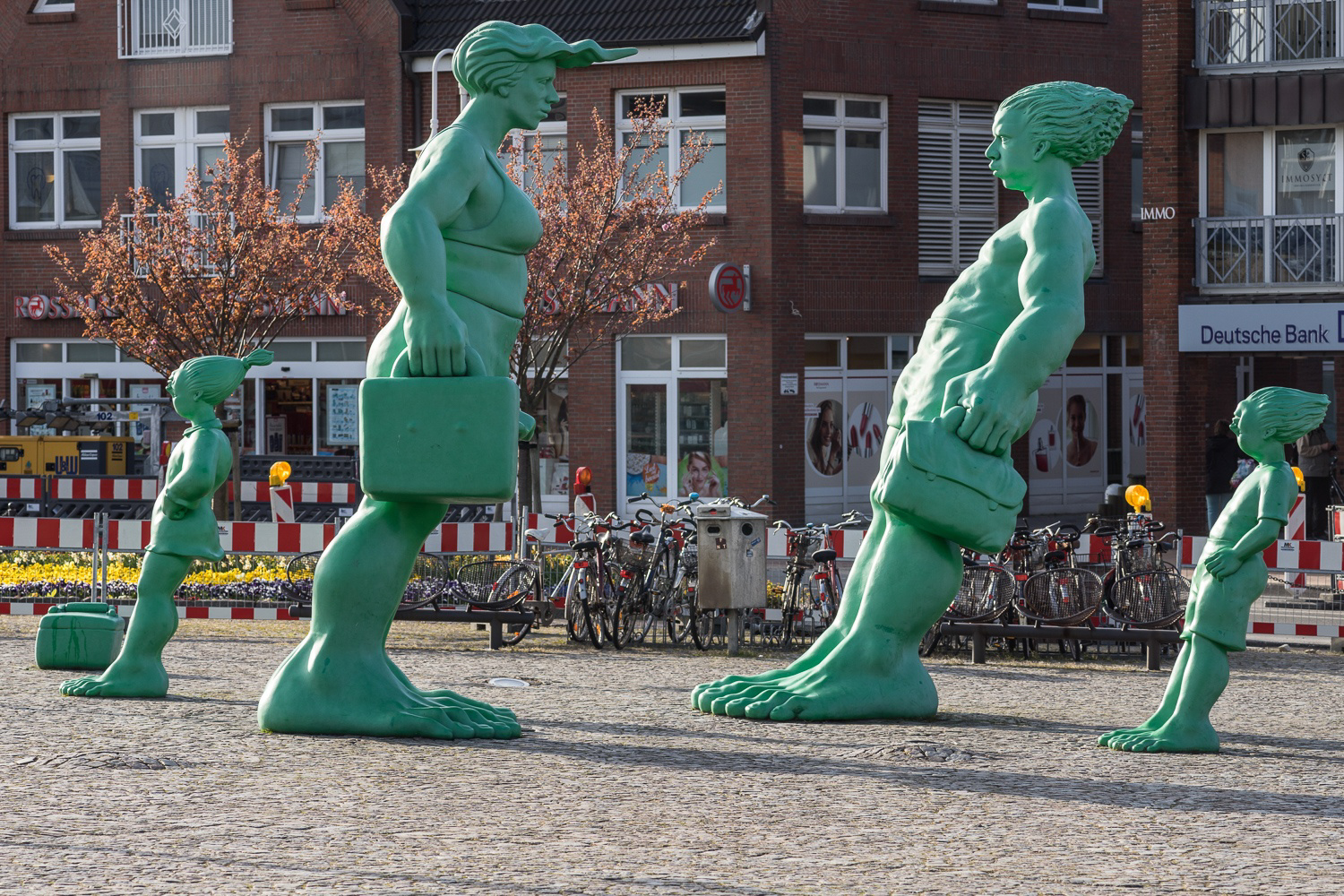
Die "Reisende Riesen im Wind" von Martin Wolke begrüßen in Westerland die Touristen.
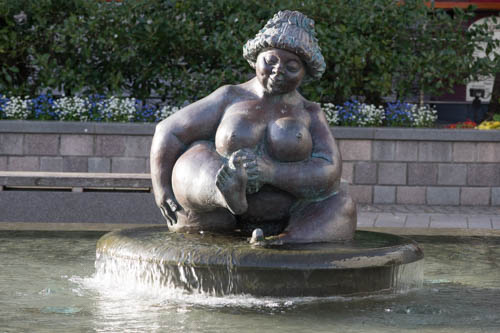
Wilhelmine badet seelenruhig dort, wo andere einkaufen, in der Wilhelmstraße.
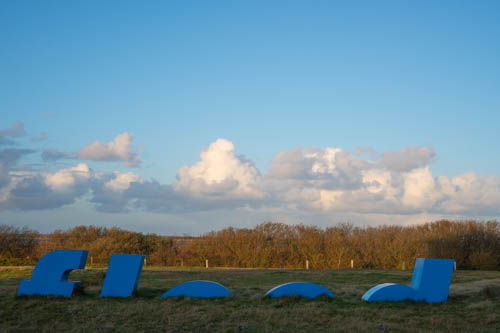
Im Kunst:raum (Sylter Quelle, Rantum) geht unter anderem die Flut unter...
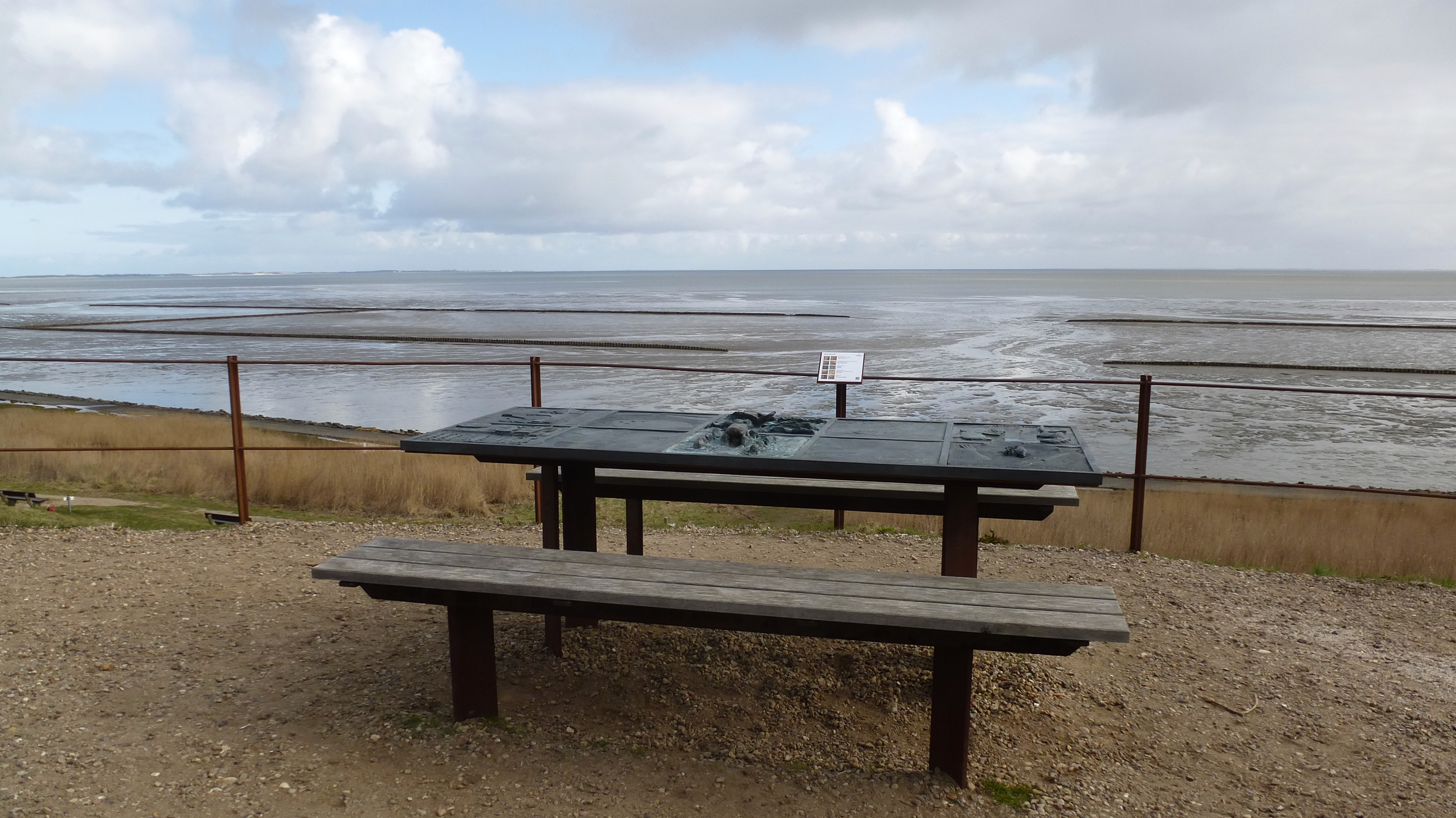
"Tisch am Kliff" zum Thema "5000 Jahre Sylter Geschichte" in Keitum am Sylt Museum, hergestellt in je zwei Bronzereliefs von den Künstlern Walter vom Hove, Ingo Kühl, Hans Joachim Pohl, Edda Raspe und Hans Jürgen Westphal, 2019
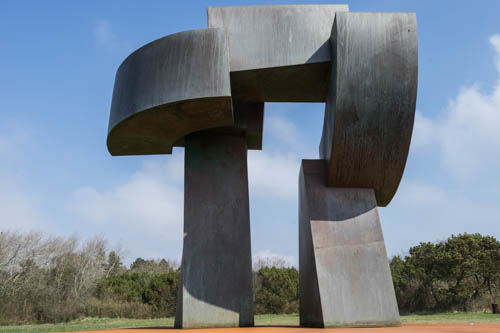
Ein prominentes Beispiel für abgebaute Kunst ist das "Meertor" von Jörg Plickat, das von 2011 bis 2018 im Avenarius-Park, Kampen aufgestellt war.
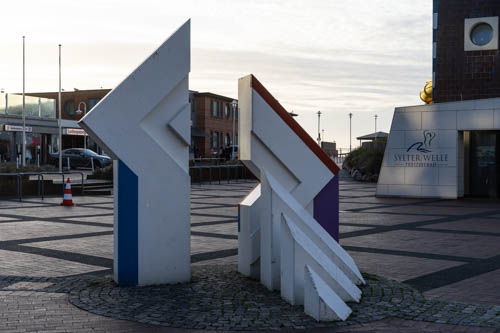
Nahezu unverwüstliche Betonkunst von einem unbekannten Künstler.

## Kampen
| Titel                                | Künstler      | Aufstellung | Standort                                                 | Koordinaten             | Beschreibung | Bild           |
| ------------------------------------ | ------------- | ----------- | -------------------------------------------------------- | ----------------------- | --- | -------------- |
| Freundschaft verbindet, 2011–2012    | Jürgen Ebert  | 2012        | Hauptstraße 15, Kampen                                   | 54,95651° N, 8,34202° O | Drei junge Menschen balancieren sich an den Händen haltend auf einer Kugel.                                                                                       | weitere Bilder |
| Leichtigkeit, 2007                   | Oliver Ritter | 2007        | Skulpturengarten Kupferkanne, Kampen                     | 54,9534° N, 8,3532° O   | Die Bronzeplastik Leichtigkeit von Oliver Ritter steht im Skulpturengarten des Restaurants Kupferkanne.                                                           |                |
| Oweltinga - Hüterin des Lebens, 2012 | Oliver Ritter | 2012        | Skulpturengarten Kupferkanne, Kampen                     | 54,95337° N, 8,35326° O | In der Bronzeplastik verbindet sich Mensch und Natur. Ein starker Bezug zum Wasser entsteht durch die Walflosse, den Fisch, das Boot und den muschelförmige Kopf. |                |
| Phönix, 2008                         | Oliver Ritter | 2008        | Skulpturengarten Kupferkanne, Kampen                     | 54,95353° N, 8,35326° O | Die Bronzeplastik zeigt einen in der Entstehung befindlichen Feuervogel.                                                                                          |                |
| Skulptur aus der Brandung            |               |             | Vor dem Tourismus-Service Kampen, Hauptstraße 12, Kampen | 54,95554° N, 8,34255° O | Auf einem Betonsockel befinden sich fünf Stahllamellen, die von der Brandung abgerissen und verbogen wurden.                                                      | weitere Bilder |
| Sonnengöttin, 2016                   | Oliver Ritter | 2016        | Skulpturengarten Kupferkanne, Kampen                     | 54,95343° N, 8,35336° O | Die Sonnengöttin hält die golden leuchtende Sonne hoch. |                |
| Sternenfängerin, 2012                | Oliver Ritter | 2012        | Skulpturengarten Kupferkanne, Kampen                     | 54,9533° N, 8,35336° O  | Die abstrakte Bronzeskulptur erinnert an archaische Figuren von Naturvölkern.                                                                                     |                |
| Zauber der Kindheit, 2013            | Oliver Ritter | 2013        | Skulpturengarten Kupferkanne, Kampen                     | 54,9535° N, 8,35319° O  | Drei stilisierte Figuren tanzen lebhaft und unbeschwert auf einer runden Fläche.                                                                                  |                |
| Zepter, Dolch und Wächter, 1998      | Oliver Ritter | 1998        | Skulpturengarten Kupferkanne, Kampen                     | 54,95348° N, 8,35326° O | Die Skulptur besteht aus drei abstrakten symmetrischen Figuren (Zepter, Dolch und Wächter).                                                                       |                |

## Keitum
| Titel                      | Künstler                                                                           | Aufstellung | Standort                                        | Koordinaten              | Beschreibung | Bild           |
| -------------------------- | ---------------------------------------------------------------------------------- | ----------- | ----------------------------------------------- | ------------------------ | --- | -------------- |
| Architektur-Skulptur, 2023 | Ingo Kühl                                                                          |             | Atelier Ingo Kühl Keitumer Süderstr. 42, Keitum | 54,89052° N, 8,36911° O  | Modell für eine begehbare Skulptur, Architektur |                |
| Boot, 2006                 | Ludger Trautmann                                                                   | 2006        | Friedhof St Severin, Keitum                     | 54,90377° N, 8,36288° OP | Die Holzfigur "Boot" wurde im Rahmen der 5. Keitumer Skulpturtage 2006 erstellt. |                |
| Engelsfigur                | Ludger Trautmann                                                                   | 2006        | Friedhof St Severin, Keitum                     | 54,90375° N, 8,36311° OP | Von Ludger Trautmann stammt auch die Engelsfigur in unmittelbarer Nähe (vom Boot). | weitere Bilder |
| Garten Eden, 1968          | Dieter Röttger                                                                     | 1996        | Friedhof St Severin, Keitum                     | 54,90208° N, 8,36388° O  | Das 5 × 1 Meter große Fliesenbild befindet sich an der Nordwand der Friedhofskapelle. Es wurde ursprünglich für die Grundschule Kantzerstraße in Hamburg-Harburg erstellt und 1996 hier angebracht. | weitere Bilder |
| Holzskulptur, 2002         | Ulrich Lindow                                                                      | 2002        | Friedhof St Severin, Keitum                     | 54,90188° N, 8,36434° Op | Die Holzskulptur - geschaffen während der Keitumer Skulpturtage 2002 - zeigt eine Frau, die ein wiedergefundenes Lamm zum Himmel streckt.                                                           | weitere Bilder |
| Kerzenengel                | Ulrich Lindow                                                                      |             | Vorraum St Severin, Keitum                      | 54,90188° N, 8,36434° Op | Holzskulptur eines Engels im Turmraum von St. Severin. |                |
| Komtur, 1992               | Anna Chromy                                                                        |             | Friedhof St Severin, Keitum                     | 54,9018° N, 8,36375° OP  | Die lebensgroße Bronzeskulptur besteht aus einem leeren Mantel, der die Konturen eines nicht vorhandenen Körpers nachformt.                                                                         | weitere Bilder |
| Lebensbaum, 1999           | Kojo Samuels                                                                       | 1999        | Friedhof St Severin, Keitum                     | 54,90189° N, 8,36421° O  | Die Skulptur aus Ulmenholz zeigt den Zusammenhang alles Lebendigen: Geist und Natur, Pflanze, Tier und Mensch bilden eine Trommel, die Gott spielt.                                                 | weitere Bilder |
| Noah, 2009                 | Christian Duwe, Ulrich Lindow                                                      | 2009        | Hinter Am Kliff 31, Keitum                      | 54,89375° N, 8,37558° O  | Noah, der Mahner, schaut weit übers Watt, im Rücken die durch Unachtsamkeit gefährdete Insel. Die Skulptur aus einer Ulme wurde während der Keitumer Skulpturtage 2009 geschaffen.                  |                |
| Tisch am Kliff, 2019       | Walter vom Hove, Ingo Kühl, Hans Joachim Pohl, Edda Raspe und Hans Jürgen Westphal | 2019        | Hinter Am Kliff 19, Keitum                      | 54,89486° N, 8,37416° O  | Der "Tisch am Kliff" zum Thema "5000 Jahre Sylter Geschichte" wurde von den fünf Kunstschaffenden in je zwei Bronzereliefs hergestellt und am Grünen Kliff hinter dem Sylt Museum aufgestellt       | weitere Bilder |
| Totengedenken, 1980        | Ernest Hofmann Igl                                                                 | 1980        | Friedhof St Severin, Keitum                     | 54,90207° N, 8,3634° O   | Ein stilisierter Mensch sitzt auf einem Stein und hat die Knie mit den Armen umschlungen. | weitere Bilder |
| Windtüten                  | Franz Schröger                                                                     |             | Sylt Museum Am Kliff 19, Keitum                 | 54,89464° N, 8,37349° O  | "Tüten" an langen Stangen, die vom Wind bewegt werden. |                |

## List
| Titel                     | Künstler         | Aufstellung | Standort                                     | Koordinaten             | Beschreibung | Bild |
| ------------------------- | ---------------- | ----------- | -------------------------------------------- | ----------------------- | --- | ---- |
| Geschlossene Gesellschaft | Christel Lechner |             | Hafen List, vor der alten Bootshalle         | 55,01755° N, 8,43895° O | Vier Menschen und ein Hund sitzen in einem Boot. Sie möchten – wie der Untertitel angibt – nicht gestört werden. |      |
| Unbekannt (Möwe mit Netz) | unbekannt        |             | Mövengrunddeich, List                        | 55,02492° N, 8,43049° O | Möwe fliegt davon und zieht ein Netz hinter sich her. |      |
| Zehnkämpfer, 1936         | Arno Breker      | 1936        | Vor der Kurverwaltung, Landwehrdeich 1, List | 55,0183° N, 8,42137° O  | Der athletische, junge Mann steht aufrecht in leicht geöffneter Schrittstellung auf quadratischer Plinthe. Der linke Fuß ist leicht zurückgesetzt, beide Arme hängen mit geöffneten Handflächen locker herab, der neutrale Blick geht nach vorn. Es ist eine an klassischen, antiken Vorbildern orientierte Bronzeplastik, die sich in großer Klarheit auf die Schönheit des Körpers konzentriert und dabei auf jegliche Gestik und Mimik wie auf sonstige erzählerische Elemente verzichtet. |      |

## Munkmarsch
| Titel                  | Künstler        | Aufstellung | Standort                                 | Koordinaten             | Beschreibung                     | Bild |
| ---------------------- | --------------- | ----------- | ---------------------------------------- | ----------------------- | -------------------------------- | ---- |
| Schatten im Sand, 2006 | Stefan Szczesny | 2006        | Vor Hotel Fährhaus, Bi Heef 1, Munkmasch | 54,92122° N, 8,36166° O | 3 m hohe Stahlskulptur, "Eva 10" |      |

## Rantum
| Titel                              | Künstler                          | Aufstellung | Standort                                               | Koordinaten             | Beschreibung | Bild |
| ---------------------------------- | --------------------------------- | ----------- | ------------------------------------------------------ | ----------------------- | --- | ---- |
| Airpoet, 2003                      | Richard Kelly Tipping             | 2003        | Stiftung kunst:raum sylt quelle, Hafenstraße 1, Rantum | 54,85825° N, 8,29929° O | Das Verkehrsschild erhält durch die Änderung des Textes eine neue Bedeutungsebene. |      |
| Blaues Pferd, 2009                 | Volker Tiemann                    | 2009        | Stiftung kunst:raum sylt quelle, Hafenstraße 1, Rantum | 54,85794° N, 8,29967° O | Die Skulptur wurde speziell für das Gebäudeensemble erstellt und an einer Fassade angebracht. Als Gussvorlage wurde ein Pferd in Holz geschnitzt. |      |
| Escrit, 2003                       | Robert Schad                      | 2003        | Stiftung kunst:raum sylt quelle, Hafenstraße 1, Rantum | 54,85781° N, 8,29937° O | Robert Schad hat die Skulptur "Escrit" im Jahr 2003 speziell für diesen Standort entwickelt. Der Freiraum zwischen der langgestreckten Produktionshalle der Sylt-Quelle im Osten, dem im rechten Winkel angrenzenden Büro- und Apartmenttrakt im Süden, dem gegenüberliegenden Rundbau des kunst:raum sylt quelle im Norden sowie dem naturbelassenen Freiraum im Westen verlangte nach einer großen den Raum und sein Umfeld thematisierenden Skulptur. Die ca. 6 m hohe, 5,5 m breite und 3 m tiefe Skulptur hat ein Gewicht von 4,5 t. |      |
| Fischträger, 2006                  | Trak Wendisch                     | 2006        | Stiftung kunst:raum sylt quelle, Hafenstraße 1, Rantum | 54,85835° N, 8,29956° O | Drei Menschen tragen einen großen Fisch. |      |
| "Pferd"                            |                                   |             |                                                        | 54,85714° N, 8,29709° O | |      |
| Stele, 2000                        | Klaus Schwabe                     |             | Stiftung kunst:raum sylt quelle, Hafenstraße 1, Rantum | 54,85784° N, 8,29905° O | Gleich neben dem Eingang zum Quellenhaus wird dem Besucher eine etwas über einen Meter hohe, grob behauene Stele auffallen, deren Material im Kontrast zu den Materialien steht, die für den Bau der Anlage hauptsächlich genutzt worden sind. |      |
| Sylt Basket # 9, Rantumbecken 2007 | Wolfgang Winter, Berthold Hörbelt | 2007        | Stiftung kunst:raum sylt quelle, Hafenstraße 1, Rantum | 54,85787° N, 8,30055° O | Das Sylt Becken ist eine Skulptur aus zwei Containern und einer aufliegenden organische Form aus Metall. Der Innenraum kann für Veranstaltungen genutzt werden. |      |
| Unbekannt                          |                                   |             | Hafenstraße 1, Rantum                                  | 54,85697° N, 8,30051° O | |      |
| Watermark (flood), 2003            | Richard Kelly Tipping             | 2003        | Stiftung kunst:raum sylt quelle, Hafenstraße 1, Rantum | 54,9077° N, 8,3069° O   | Die Skulptur Watermark “flood” (Wasserzeichen Flut) des australischen Künstlers Richard Kelly Tipping ist im Rahmen der ART AUSTRALIA Ausstellung im Sommer 2003 für den Standort an der Sylt-Quelle gebaut worden. |      |

## Westerland
| Titel                               | Künstler             | Aufstellung | Standort                                                 | Koordinaten             | Beschreibung | Bild           |
| ----------------------------------- | -------------------- | ----------- | -------------------------------------------------------- | ----------------------- | --- | -------------- |
| Denkmal Heinrich von Stephan        | Hugo Berwald         | 1898        | Vor der alten Post, Stephanstraße 4, Westerland          | 54,90859° N, 8,30713° O | Denkmal für den Generalpostdirektor des Deutschen Reichs, Organisator des deutschen Postwesens und Mitbegründer des Weltpostvereins Heinrich von Stephan. Er arbeitete als erster konkrete Pläne für einen Damm zwischen der Insel Sylt und dem Festland. |                |
| Europa auf dem Stier, 1914          | Karl Ludwig Manzel   | 1914        | Strandpromenade Westerland, Höhe Musikmuschel            | 54,90875° N, 8,29853° O | Die Skulptur aus Muschelkalk stellt Europa auf dem Stier dar. | weitere Bilder |
| Gemeinschaftsarbeit Sylter Künstler |                      |             |                                                          | 54,90889° N, 8,29893° O | Sylter Künstler haben die Kunstwerke gestaltet. | weiter Bilder  |
| Lesende Kinder, 1960                | Ursula Hensel-Krüger | 1960        | Vor Schule St. Nicolai, Westerland                       | 54,90654° N, 8,30869° O | An der Schule St. Nicolai in Westerland steht eine kleine Figurengruppe von Ursula Hensel-Krüger. Zwei Kinder sitzen eng zusammen und betrachten fröhlich ein Buch, das das eine Kind auf den Knien hält. Der Junge sitzt aufrecht und zeigt auf eine Stelle des Buches, während das Mädchen seitlich etwas erhöht hockt und sich an ihn schmiegt.                                                                                                   | weitere Bilder |
| Reisende Riesen im Wind, 1971       | Martin Wolke         | 1971        | Bahnhofsvorplatz Westerland                              | 54,90773° N, 8,30954° O | Auf dem Bahnhofsvorplatz in Westerland werden die Reisenden von einer eigentümlichen Figurengruppe begrüßt. Vier große, grüne Figuren stehen dort verteilt auf der gepflasterten Fläche, umgeben von mehreren Gepäckstücken. | weitere Bilder |
| Roland, 1917–1918                   |                      | 1917–1918   | Kreisverkehr Norderstraße, Westerland                    | 54,91833° N, 8,30867° O | Der Westerländer Roland ist eine Skulptur auf der Insel Sylt. Er wurde 1917 bis 1918 aus Findlingen erbaut und ursprünglich als Brunnenfigur gestaltet. Er ist daher nicht zu den historischen Rolandfiguren zu zählen. Die Statue war ein Geschenk der im Ersten Weltkrieg auf Sylt stationierten Soldaten an die Stadt Westerland. | weitere Bilder |
| S.O.S. – Save our Seas, 1989        | Serge Mangin         | 1989        | Strandpromenade Westerland, Höhe Musikmuschel            | 54,90855° N, 8,29862° O | Bronzeskulptur einer Frau mit Möwe und Seerobbe. Die Frau blickt in die Ferne und winkt. Auf einer am Sockel angebrachten Tafel steht: "S.O.S - Save Our Seas... ..lautet der Ruf der Bronze-Frau nach rettendem Umweltschutz. Sie ist Sinnbild für die bedrohte Erde. Während Möwe und Robbe Luft und Wasser symbolisieren. Dem Betrachter soll sie Mahnmal sein - seinen Beitrag für eine saubere Umwelt fordern, und sei er noch so gering. 1989" | weitere Bilder |
| Triton auf dem Hippokamen, 1914     | Karl Ludwig Manzel   | 1914        | Strandpromenade Westerland, Höhe Musikmuschel            | 54,90844° N, 8,29845° O | Die Skulptur aus Muschelkalk stellt den Meeresgott Triton auf einem Hippokamen dar, einem Mischwesen aus Pferd und Fisch. | weitere Bilder |
| Unbekannt                           |                      |             | Vor Sylter Welle, Strandstr. 32, Westerland              | 54,90949° N, 8,30048° O | Betonskulptur, weiß und farbig gefasst. |                |
| Unbekannt                           |                      |             | Vor Syltness Center, Doktor-Nicolas-Straße 3, Westerland | 54,91019° N, 8,30096° O | Betonskulptur, weiß und farbig gefasst. |                |
| Unbekannt ("Mädchen mit Hut")       |                      |             | Vor der Schule am Nordkamp, Westerland                   | 54,91703° N, 8,31072° O | Bronzeskulptur eines kniendes Mädchen |                |
| Unbekannt ("Mann oder Frau?")       |                      |             | Waldstraße, Westerland                                   | 54,9208° N, 8,31151° O  | Die Skulptur steht verloren und zugewachsen hinter dem Hochhaus. |                |
| Unbekannt ("Welle")                 |                      |             | Strandpromenade auf Höhe der Musikmuschel, Westerland    | 54,90887° N, 8,29832° O | Steinerne Wellen links und rechts der Musikmuschel auf der Strandpromenade. | weitere Bilder |
| "Vögel"                             |                      |             | Kleine Grünanlage vor Strandstr. 28, Westerland          | 54,90927° N, 8,30083° O | Zwei Vögel, die sich von einem Stein in die Luft erheben |                |
| Wilhelmine von Westerland, 1980     | Ursula Hensel-Krüger | 1980        | Wilhelmstraße 3, Westerland                              | 54,9077° N, 8,3069° O   | Fröhlich und vollkommen unbeschwert sitzt die nackte Wilhelmine in der Mitte des Brunnens mitten in Westerland und ist ganz bei sich, während sie sich ausgiebig dem Bade hingibt. |                |

## Wenningstedt-Braderup
| Titel                                      | Künstler         | Aufstellung | Standort                                            | Koordinaten             | Beschreibung | Bild           |
| ------------------------------------------ | ---------------- | ----------- | --------------------------------------------------- | ----------------------- | --- | -------------- |
| Alltagsmenschen                            |                  |             |                                                     |                         | |                |
| Blick nach Sorquitten (Fischer), 2018–2019 | Christel Lechner | 2019        | Friesenkapelle, Wenningstedt                        | 54,93961° N, 8,32866° O | Der Fischer steht mit seinem frischen Fang in einem Holzeimer vor der Friesenkapelle in Wenningstedt und schaut nach Sorquitten, zur polnischen Partnergemeinde, wo eine ähnliche Skulptur den Blick nach Wenningstedt richtet.                                                           |                |
| Kopfsprung, 2018–2019                      | Christel Lechner | 2019        | Dorfteich, Wenningstedt                             | 54,93873° N, 8,3264° O  | Eine Frau am Ende des Stegs in der Hocke ist zum Kopfsprung bereit. |                |
| Mann mit Kamera, 2018–2019                 | Christel Lechner | 2019        | Aussichtspunkt Berthin-Bleeg, Wenningstedt-Braderup | 54,93861° N, 8,31668° O | Ein Mann mit Kamera steht auf dem Aussichtspunkt Berthin-Bleeg und fotografiert das Meer. | weitere Bilder |
| Schwimmer, 2018–2019                       | Christel Lechner | 2019        | Dorfteich, Wenningstedt                             | 54,9387° N, 8,32652° O  | Der Schwimmer mit Badekappe, Schwimmerbrille und Rettungsring treibt gemütlich auf dem Wasser. |                |
| Sitzmöbel AND von Vondom                   | Fabio Novembre   |             | Strandpromenade Wenningstedt, vor KURSAAL³          | 54,93709° N, 8,31596° O | Zwei große, weiße Objekte am Rande der Dünen in Wenningstedt-Braderup geben Rätsel auf. Kunst oder nicht Kunst, das hier die Frage: Die Antwort: Keine Kunst, sondern Artikel aus dem Versandhandel. Aber immerhin steckt ein bekannter Designer dahinter – der Italiener Fabio Novembre. |                |

## Verschwundene oder temporäre Kunstwerke
| Titel                                     | Künstler          | Aufstellung | Abgebaut   | Standort                    | Koordinaten             | Beschreibung | Bild |
| ----------------------------------------- | ----------------- | ----------- | ---------- | --------------------------- | ----------------------- | --- | ---- |
| Apfelleute                                | Thomas Reichstein | 2015-05-01  | 2015-09-30 | Rathausvorplatz, Westerland |                         | Doppelausstellung in Westerland auf Sylt, Mai bis September 2015 Sechs lebensgroße Figuren auf dem Rathausvorplatz, Mai 2015 Galerie „Alte Post“ mit dem Kunstverein „Kunstfreunde Sylt“: Plastiken und Malerei von Thomas Reichstein und Doreen Wolff |      |
| Meertor, 2004                             | Jörg Plickat      | 2011        | 2018       | Avenarius-Park, Kampen      | 54,95583° N, 8,34753° O | Skulptur von 2011 bis 2018 im Avenarius-Park |      |
| Neptun                                    |                   |             |            |                             | 55,01751° N, 8,43894° O | Am Hafen von List auf Sylt vor der alten Bootshalle steht eine Neptunstatue älteren Datums. Über die Herkunft ließ sich bisher nichts ermitteln, vermutlich handelt es sich um eine alte Brunnenfigur aus der Zeit der Jahrhundertwende, die nun auf dem Trockenen steht. Die Figur ist detailreich gestaltet und üppig verziert, zu ihren Füßen tummeln sich zahlreiche Fische, in der linken Hand hält sie ein Muschelhorn. |      |
| Sonnengesang "Sonnenfrau" und "Vogelmann" | Thomas Reichstein | 2015-05-01  | 2015-09-30 | Rathausvorplatz, Westerland |                         | Doppelausstellung in Westerland auf Sylt, Mai bis September 2015 Sechs lebensgroße Figuren auf dem Rathausvorplatz, Mai 2015 Galerie „Alte Post“ mit dem Kunstverein „Kunstfreunde Sylt“: Plastiken und Malerei von Thomas Reichstein und Doreen Wolff |      |
| Tanzlust "Nereide" und "Tänzer"           | Thomas Reichstein | 2015-05-01  | 2015-09-30 | Rathausvorplatz, Westerland |                         | Doppelausstellung in Westerland auf Sylt, Mai bis September 2015 Sechs lebensgroße Figuren auf dem Rathausvorplatz, Mai 2015 Galerie „Alte Post“ mit dem Kunstverein „Kunstfreunde Sylt“: Plastiken und Malerei von Thomas Reichstein und Doreen Wolff |      |